# Emerson (Iowa)
Emerson – miasto w Stanach Zjednoczonych, w stanie Iowa, w hrabstwie Mills. Zgodnie ze spisem statystycznym
z 2000 miasto liczyło 480 mieszkańców.